# Peter White (homme politique canadien)
Pour les articles homonymes, voir Peter White et White.
Peter White (30 août 1838-3 mai 1906) est un homme politique canadien de l'Ontario. Il est député fédéral conservateur de la circonscription ontarienne de Renfrew-Nord en 1874, de 1874 à 1869 et de 1904 à 1906. Il est président de la Chambre des communes de 1891 à 1896.

## Biographie
Né à Pembroke en Ontario, White naît dans une famille établie à la jonction des rivières Muskrat et des Outaouais. Sa famille gère plusieurs entreprises dont une cour à bois, un magasin général et une forge.
Reprenant l'entreprise familiale avec son frère, ils deviennent prospères alors qu'ils approvisionnent les industries de moteurs à vapeur. Il devient ensuite actionnaire et président de la Pembroke Company.
White entame une carrière publique en servant comme préfet du canton de Pembroke en 1870. Tentant une carrière sur la scène fédérale, il est défait en 1872. Élu en 1874, sa victoire est contestée devant le tribunaux et il perd l'élection partielle la même année. Réélu lors d'une nouvelle élection partielle en 1876, il est réélu en 1878, 1882, 1887 et en 1891. Défait en 1896 et en 1900, il retrouve son poste de député en 1904. Il meurt en fonction en 1906.
Supporteur de John A. Macdonald et de la Politique nationale, ce dernier le nomme président de la Chambre des communes. MacDonald meurt peu de temps après et White doit présider la chambre durant une période tumultueuse créée par la succession du chef conservateur de longue date. Il préside aussi durant la crise causée par la question des écoles du Manitoba qui divise et fait tomber le gouvernement de Mackenzie Bowell. White s'oppose à la politique gouvernementale qui favorise l'éducation catholique puisqu'il considère que le gouvernement fédéral interfère dans les champs de compétence des provinces. Cependant, étant président, il doit resté neutre jusqu'à sa défaite lors de l'élection de 1896. Après une tentative de retour sans succès en 1900, il retrouve son poste de député en 1904. Sa santé étant déclinante, il est régulièrement dans l'incapacité de siéger en chambre.
Son fils, Gerald Verner White, lui succède en tant que député fédéral de Renfrew-Nord en 1906 jusqu'à sa nomination au Sénat en 1917.